# Francisco Brotons Beneyto
Francisco Brotons Beneyto (Petrer, Vinalopó Mitjà, 2 de desembre de 1944) és un activista polític valencià, militant històric del Partit Comunista d'Espanya (reconstituït) (PCE-r) i dels Grups de Resistència Antifeixista Primer d'Octubre (GRAPO). Va passar 25 anys reclòs en diferents presons de l'Estat espanyol a causa de la seva activitat revolucionària. És autor del llibre Memoria antifascista: recuerdos en medio del camino.

## Biografia
Francisco Brotons va néixer a Petrer (Vinalopó Mitjà) l'any 1944. El seu pare era torner de fusta i la seva mare reparadora de calcer. Posteriorment, la seva família es va traslladar a Madrid i amb 11 anys va entrar en una escola de l'Oficialia Industrial de Madrid, on va aprendre l'ofici d'ajustador-matricer. Va compatibilitzar aquests estudis amb els de batxillerat i més tard va entrar a la universitat, on va realitzar els dos primers cursos d'enginyeria. Per pagar-se els estudis va treballar de mecànic, administratiu i professor en acadèmies.
Nascut en una família obrera i havent crescut en un ambient de desigualtat social i repressió, no va trigar gaire a adquirir consciència política. Així, a l'inici dels anys seixanta ja va començar a destacar per la seva militància antifranquista.
La seva llarga trajectòria política el va portar a militar en diferents organitzacions revolucionàries: el 1973 es va integrar a l'OMLE -Organització Marxista-Leninista d'Espanya-, el 1975 va participar en la preparació del congrés fundacional del PCE(r) i el 1976 va ingressar en l'organització guerrillera GRAPO, de la qual va assumir la màxima responsabilitat al gener del 1977. Va participar com a delegat en el II Congrés del PCE(r) al juny del 1977 i hi va ser elegit per formar part de la Comissió Política del Partit, fins al 9 d'octubre d'aquest mateix any, en què és detingut i empresonat a Benidorm (Marina Baixa), durant una reunió del Comitè Central del PCE(r), quedant exclòs de l'anomenada Amnistia del 1977.
La seva detenció enjudiciament i empresonament va ser conseqüència de la seva participació en l'assassinat de 4 policies a Madrid, el dia 1 d'octubre de 1976, fet que dona nom a la banda terrorista GRAPO.
Dos anys més tard, el 17 de desembre del 1979, es va fugar de la presó de Zamora després d'estar nou mesos preparant un túnel, juntament amb quatre companys més (Enrique Cerdán, Abelardo Collazo, Martín Luna i Fernando Hierro Chomón). D'aquesta fugida espectacular només van sobreviure Chomón i ell, ja que els altres tres van ser assassinats per la policia per la política de la "ley de fugas". Brotons va ser detingut a València el 20 de setembre del 1980. En aquests nou mesos de llibertat després de la fuga, va aconseguir reorganitzar els GRAPO i prosseguir amb el combat contra el feixisme.
Després del seu retorn a la presó va continuar amb la seva militància revolucionària, lluitant per la dignitat dels guerrillers empresonats. En aquesta mateixa línia, el 1981, juntament amb els seus companys d'organització, va començar una de les vagues de fam més dures, per protestar contra el règim d'extermini a què eren sotmesos els presos comunistes i antifeixistes a Herrera de la Mancha, on va morir el militant del PCE(r) Kepa Crespo Galende, després de noranta dies en vaga de fam.
Amb el PSOE en el poder, les tàctiques repressives per doblegar la resistència de Francisco Brotons i dels seus companys seguien endavant, accentuades per la política de dispersió. El 30 de novembre del 1989, Brotons va començar, juntament amb la resta de militants del PCE(r) i dels GRAPO empresonats, una altra vaga de fam indefinida contra la dispersió, que es va allargar fins al 14 de febrer del 1991 (435 dies), a causa de l'alimentació forçada a què van ser sotmesos tots aquests revolucionaris, com una forma més de tortura.
Després de la mort del militant dels GRAPO José Manuel Sevillano, el 25 de maig del 1990, després de 177 dies sense menjar, els presos van continuar amb la lluita. La vaga de fam es va acabar després de catorze mesos i mig, amb conseqüències irreparables per a molts vaguistes. Brotons va començar la vaga amb 72 kg i la va acabar amb 39.
Entre gener i març del 1996 va tornar a enfrontar-se a altres 56 dies de vaga de fam en exigència de la reunificació, l'article 60 (actual 92) i llibertat amb les parts. En aquest any, Brotons es va convertir en un dels interlocutors entre el PCE(r) i els GRAPO i agents del CESID, que van visitar en cinc ocasions aquests representants presos. No es va aconseguir cap tipus d'acord ni negociació. En els 25 anys que va passar reclòs, Brotons va desenvolupar un total de 20 vagues de fam i va passar per dotze presons diferents.
El 26 d'agost del 2002 va sortir de la presó de Sevilla II. El mateix any va escriure el llibre Memoria antifascista. Recuerdos en medio del camino.